# المرسوم العملي (1713)

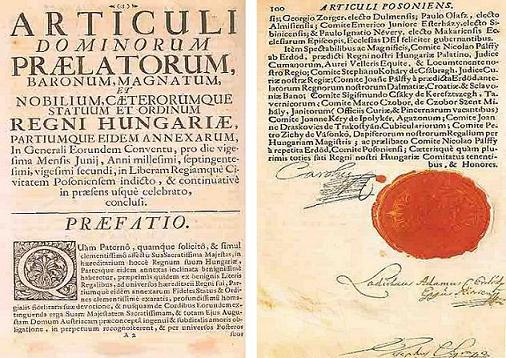
مرسوم العملي، قانون كارل السادس

مرسوم العملي (اللاتينية:Sanctio Pragmatica)؛ هذا المرسوم صُدر من قبل الإمبراطور كارل السادس في 19 أبريل 1713 لتأكيد انتقل أراضي هابسبورغ الوراثية والتي شملت أرشيدوقية النمسا، ومملكة المجر، ومملكة بوهيميا، ودوقية ميلانو، ومملكة نابولي، ومملكة صقلية، وهولندا النمساوية إلى بناته التي لم يلدن بعد بدلا من بنات شقيقه المتوفي الإمبراطور يوزف الأول.
لم يكن لـ كارل وزوجته إليزابيث كريستين من براونشفايغ-فولفنبوتل أي أبناء ذكور، ومنذ عام 1711 أصبح كارل الذكر الوحيد من أسرة هابسبورغ العريقة، بسبب وفاة شقيقه الأكبر يوزف الأول دون ورثة من الذكور، تركت ابنته الكبرى الأرشيدوقة ماريا يوزفا كـ وريثة مفترضة؛ وقد عُرض ذلك مشكلتين على هذا المرسوم: أولاً، كان هناك اتفاق مسبق بين الشقيقين كارل ويوزف عُرف بـ اتفاق الخلافة المتبادل في 1703 قد وافقا على أنه في حال غياب ورثة الذكور، ستكون لبنات يوزف الأسبقية على بنات كارل في جميع أراضي هابسبورغ، وبطبع إذ لم يكن لكارل أي أبناء ذكور، إذ كان من المقرر أن تنجي البنات لوحدهن، ثانياً، نظراً لأن القانون السالي يحول دون إرث الإناث، فإن كارل السادس كان بحاجة إلى اتخاذ تدابير استثنائية لتجنب صراعات الطويلة على الخلافة لأن ربما يكون هناك مطالبات من البعض قد يعترضوا على إرث الأنثوي.
وأخيراً ولدت ابنته الكبرى الأرشيدوقة ماريا تيريزا في 1717، فعلى الرغم من صدور هذا المرسوم قبل وفاته بأكثر من عقدين، إلا أن خلافتها في هذا الإرث أدى إلى نشوء حرب الخلافة النمساوية بحيث عارض كارل ألبرشت دوق بافاريا (صهر شقيقه يوزف الأول) بدعم من فرنسا هذا المرسوم، ومع ذلك لاحقاً تم تأكيد حقها في الميراث على أراضي هابسبورغ بـ معاهدة إيه لا شابيل، في حين تم انتخاب زوجها فرانتس الأول كـ إمبراطور روماني مقدس الذي كان مضموناً في معاهدة فوسن.

## الخلفية
في 1700 الفرع الأكبر هابسبورغ إسبانيا انقرض بوفاة الملك كارلوس الثاني دون ورثة، وتبعت ذلك بـ حرب مع لويس الرابع عشر ملك فرنسا الذي ادعى التيجان الإسباني لحفيده فيليب، وفي حين الإمبراطور ليوبولد الأول ادعى هذا اللقب لابنه الأصغر كارل، وفي 1703 وقع الشقيقين كارل ويوزف أبناء ليوبولد على اتفاق الخلافة المتبادل، بحيث مُنح حقوق الخلافة لبنات يوزف وكارل في حال عدم انجاب الذكور، ولكن لبنات يوزف الأسبقية على بنات كارل، في حال عدم وجود وريث ذكر.
وفي عام 1705 توفي الإمبراطور ليوبولد وخلفه ابنه الأكبر يوزف الأول وبعد ستة سنوات توفي في 1711 وخلف ابنتين ماريا يوزفا وماريا أماليا، وبذلك خلفه شقيقه كارل وفقاً لميثاق وأصبحت ماريا يوزفا الوريثة المفترضة.
ومع ذلك قرر كارل تعديل الميثاق لإعطاء بناته في المستقبل الأسبقية على بنات شقيقه، ففي 19 أبريل 1713 أعلن بهذه التغييرات في جلسة سرية للمجلس.
وبذلك أصبح تأمين خلافة لبناته التي لم يلدن بعد هوس كارل، بحيث أن قوانين الخلافة السابقة كانت تمنع تقسيم عرش هابسبورغ، وفي حين كانت خلافة الإناث في أغلبها مفترضة، وأيضا كان مرسوم العملي أول وثيقة يعلن عنها بالعلن ويتطلب عنها القبول من جانب المناطق المتضررة.

## الاعتراف الأجنبي
على مدى عشرة سنوات القادمة عمل كارل السادس بدعم من أقرب مستشاريه كوهان كريستوف فون بارتنستين أن يتقبل بهذا المرسوم من قبل مختلف الدول الأوروبية، فقط ناخب ساكسونيا وناخب بافاريا لم يقبلون بذلك لأن هذا يضر بمصالحهم في الميراث (فريدرش أوغسطس الثاني ناخب ساكسونيا كان متزوج من الأرشيدوقة ماريا يوزفا؛ وكارل ألبرشت ناخب بافاريا كان متزوج من الأرشيدوقة ماريا أماليا، وكلتاهما كانتا بنات يوزف الأول).
- قبلت فرنسا بمرسوم بموجب معاهدة فيينا في 1738 بمقابل تخلى عن دوقية لورين.
- وأيضا قبلت إسبانيا بذلك بموجب معاهدة فيينا، الأمير الإسباني كارلوس البالغ من 15 عاماً أصبح دوق بارما وبياتشينزا كـ كارلو الأول بعد وفاة عم والدته أنطونيو فارنيزي، وتمكن من الاستيلاء على نابولي وصقلية، بموجب معاهدة فيينا تنازل كارلوس عن بارما لصالح كارل، وفي 1759 أصبح كارلوس الثالث ملك إسبانيا.
- قبلت بريطانيا العظمى وهولندا بمرسوم مقابل وقف عمليات شركة أوستند.
- الملك فريدريش الأول من بروسيا وافق على ولائه لإمبراطور.

كان اتفاق كارل السادس مع روسيا وفريدرش أغسطس الثاني من ساكسونيا، ملك بولندا أدى على تسبب حربين: حرب الخلافة البولندية ضد فرنسا وإسبانيا والتي كلفته نابولي وصقلية، وأيضا حرب الروسية-التركية-النمساوية التي كلفته الأفلاق وشمال صربيا بما في ذلك حصن بلغراد.

## اعتراف داخلي
قبلت المجر التي كانت ملكية انتخابية بأسرة هابسبورغ كملوك وراثيون من خط الذكور دون انتخابات منذ 1687 لكن ليس بميراث شبه السالي، كان الإمبراطور مقتنعاً أنه في حال انقرض خط الذكور من آل هابسبورغ ستكون المجر مرة أخرى ملكية انتخابية، وكانت هذه القاعدة مطبقة أيضا في بوهيميا.
لاحقاً صوت البرلمان المجري على مرسوم عملي في 1723 والتي قبلت فيها المجر ميراث الإناث، وأيضا دعمتها لتكون ملكة المجر، كانت كرواتيا واحدة من أراضي التاج، بحيث أيدت مرسوم كارل العملي، وأيضا دعمت الأرشيدوقة ماريا تيريزا خلال الحرب الخلافة في 1741-48، بحيث وقع البرلمان الكرواتي من قبل على مرسوم الخاص الذي أيد فيه ميراث الإناث، في وقت لاحق قدمت الإمبراطورة ماريا تيريزا مساهمات كثيرة لقضية الكرواتية بإجراء عدة تغييرات في الرقابة الإدارية على الحدود العسكرية وأيضا في النظام الإقطاعي والضريبي، وأيضا أعطت ميناء رييكا المستقل لكرواتيا عام 1776.

## النتيجة
امضى كارل السادس طوال فترة عهده في إعداد حكم الأنثوي، ومع ذلك لم يسمح لابنته ماريا تيريزا بتلقي المواثيق ولم يأخذها إلى الاجتماعات ولم يقدمها إلى الوزراء أو تحضيرها لسلطة التي ستلقاها بعد وفاته، فمن المحتمل ذلك يعني أنه لم يفقد بعد عجزه في إنجاب وريث الذكر.
تمكن كارل السادس على الحصول على الموافقة من القوى الأوروبية الكبرى على المرسوم العملي قبل وفاته، ومع ذلك بعد وفاته في 1740 دون وريث من الذكور، قطعت فرنسا وبروسيا وبافاريا وساكسونيا وعودها وطعنوا في ادعاءات ماريا تيريزا في الميراث النمساوية، فمع احتلال بروسيا لسيليزيا نشبت حرب الخلافة النمساوية طيلة ثمانية سنوات التالية.
وعلاوة على ذلك أصبح منصب الإمبراطور من نصيب كارل ألبرشت البافاري كـ (كارل السابع) وبذلك يعتبر أول إمبراطور منذ ما يقرب ثلاثمائة سنة ليس آل هابسبورغ، ومع ذلك احتلت أراضيه الوراثية في بافاريا من قبل القوات النمساوية، ومع وفاته في 1745 تنازل ابنه البكر ماكسيمليان الثالث يوزف ناخب بافاريا عن ادعاءه في أراضي النمساوية مقابل رجوعه إلى أراضيه الوراثية في بافاريا، وبذلك انتخب زوج ماريا تيريزا فرانتس الأول كإمبراطور الروماني المقدس في 1745، وأخيراً اعترف بحكم ماريا تيريزا بموجب معاهدة إيه لا شابيل في 1748.